# Huang Shanshan
Huang Shanshan (xinès simplificat: 黄珊汕; xinès tradicional: 黃珊汕; pinyin: Huáng Shānshàn) (Fuzhou, República Popular de la Xina, 18 de gener de 1986) és una gimnasta xinesa, especialitzada en trampolí i guanyadora de dues medalles olímpiques.

## Carrera esportiva
Va participar, als 18 anys, als Jocs Olímpics d'Estiu de 2004 realitzats a Atenes (Grècia), on va aconseguir guanyar la medalla de bronze en la prova femenina de trampolí. En els Jocs Olímpics d'Estiu de 2008 realitzats a Pequín (República Popular de la Xina) fou eliminada en la ronda de qualificació, i en els Jocs Olímpics d'Estiu de 2012 celebrats a Londres (Regne Unit) va aconseguir guanyar la medalla de plata en aquesta prova.
Al llarg de la seva carrera ha guanyat vuit medalles en el Campionat del Món de trampolí, cinc d'elles d'or, i dues medalles als Jocs Asiàtics, totes elles d'or.